# Campionati del mondo di ciclismo su pista 2017 - Inseguimento a squadre femminile
La gara di inseguimento a squadre femminile ai Campionati del mondo di ciclismo su pista 2017 si svolse il 12 e il 13 aprile 2017.

## Podio
| Pos.    | Atleta                                                      | Nazionalità   |
| ------- | ----------------------------------------------------------- | ------------- |
| Oro     | Kelly Catlin Chloe Dygert Kimberly Geist Jennifer Valente   | Stati Uniti   |
| Argento | Amy Cure Ashlee Ankudinoff Alexandra Manly Rebecca Wiasak   | Australia     |
| Bronzo  | Racquel Sheath Rushlee Buchanan Kirstie James Jaime Nielsen | Nuova Zelanda |

## Risultati

### Qualificazioni
I migliori otto tempi si qualificano per il primo turno.
| Posizione | Atleti                                                             | Nazione       | Tempo    | Gap     | Note |
| --------- | ------------------------------------------------------------------ | ------------- | -------- | ------- | ---- |
| 1         | Kelly Catlin Chloe Dygert Kimberly Geist Jennifer Valente          | Stati Uniti   | 4:17.722 |         | Q    |
| 2         | Amy Cure Ashlee Ankudinoff Alexandra Manly Rebecca Wiasak          | Australia     | 4:18.659 | +0.937  | Q    |
| 3         | Stephanie Roorda Jasmin Glaesser Laura Brown Annie Foreman-Mackey  | Canada        | 4:19.515 | +1.793  | Q    |
| 4         | Elisa Balsamo Simona Frapporti Francesca Pattaro Silvia Valsecchi  | Italia        | 4:19.838 | +2.116  | Q    |
| 5         | Eleanor Dickinson Emily Kay Manon Lloyd Emily Nelson               | Gran Bretagna | 4:21.548 | +3.826  | q    |
| 6         | Michaela Drummond Racquel Sheath Rushlee Buchanan Jaime Nielsen    | Nuova Zelanda | 4:22.776 | +5.054  | q    |
| 7         | Élise Delzenne Laurie Berthon Marion Borras Coralie Demay          | Francia       | 4:25.788 | +8.066  | q    |
| 8         | Daria Pikulik Natalia Rutkowska Justyna Kaczkowska Nikol Plosaj    | Polonia       | 4:28.523 | +10.801 | q    |
| 9         | Luo Xiaoling Chen Qiaolin Chen Siyu Huang Li                       | Cina          | 4:32.559 | +14.837 |      |
| 10        | Lotte Kopecky Gilke Croket Annelies Dom Kaat Van Der Meulen        | Belgio        | 4:33.722 | +16.000 |      |
| 11        | Minami Uwano Yuya Hashimoto Kisato Nakamura Nao Suzuki             | Giappone      | 4:34.362 | +16.640 |      |
| 12        | Gulnaz Badykova Tamara Balabolina Maria Kantsyber Lidiya Malakhova | Russia        | 4:35.657 | +17.935 |      |
| 13        | Pang Yao Yang Qianyu Diao Xiao Juan Leung Bo Yee                   | Hong Kong     | 4:35.949 | +18.227 |      |
| 14        | Tatjana Paller Charlotte Becker Franziska Brauße Gudrun Stock      | Germania      | 4:36.287 | +18.565 |      |

### Primo turno
I vincitori della terza e della quarta batteria si qualificano alla finale per l'oro, i migliori due tempi non qualificati per la finale per l'oro in tutte le altre batterie si qualificheranno alla finale per il bronzo.
| Posizione | Batteria | Atleti                                                             | Nazione       | Tempo    | Note |
| --------- | -------- | ------------------------------------------------------------------ | ------------- | -------- | ---- |
| 1         | 4        | Kelly Catlin Chloe Dygert Kimberly Geist Jennifer Valente          | Stati Uniti   | 4:18.716 | QG   |
| 2         | 3        | Amy Cure Ashlee Ankudinoff Alexandra Manly Rebecca Wiasak          | Australia     | 4:20.041 | QG   |
| 3         | 4        | Elisa Balsamo Simona Frapporti Tatiana Guderzo Silvia Valsecchi    | Italia        | 4:19.958 | QB   |
| 4         | 1        | Michaela Drummond Racquel Sheath Rushlee Buchanan Jaime Nielsen    | Nuova Zelanda | 4:20.171 | QB   |
| 5         | 2        | Elinor Barker Eleanor Dickinson Manon Lloyd Emily Nelson           | Gran Bretagna | 4:21.681 |      |
| 6         | 3        | Jasmin Glaesser Laura Brown Annie Foreman-Mackey Kirsti Lay        | Canada        | 4:22.446 |      |
| 7         | 1        | Élise Delzenne Laurie Berthon Marion Borras Coralie Demay          | Francia       | 4:26.434 |      |
| 8         | 2        | Daria Pikulik Natalia Rutkowska Justyna Kaczkowska Nikola Rozynska | Polonia       | 4:33.237 |      |

### Finali
| Tempo                | Atlete                                                            | Nazione       | Tempo    | Gap    | Note |
| -------------------- | ----------------------------------------------------------------- | ------------- | -------- | ------ | ---- |
| Finale per l'oro     |                                                                   |               |          |        |      |
| 1                    | Kelly Catlin Chloe Dygert Kimberly Geist Jennifer Valente         | Stati Uniti   | 4:19.413 |        |      |
| 2                    | Amy Cure Ashlee Ankudinoff Alexandra Manly Rebecca Wiasak         | Australia     | 4:19.830 | +0.417 |      |
| Finale per il bronzo |                                                                   |               |          |        |      |
| 3                    | Racquel Sheath Rushlee Buchanan Kirstie James Jaime Nielsen       | Nuova Zelanda | 4:21.778 |        |      |
| 4                    | Elisa Balsamo Simona Frapporti Francesca Pattaro Silvia Valsecchi | Italia        | 4:26.562 | +4.784 |      |